# Zimbabwaans honkbalteam

Vlag van Zimbabwe.

Het Zimbabwaans honkbalteam is het nationale honkbalteam van Zimbabwe. Het team vertegenwoordigt Zimbabwe tijdens internationale wedstrijden. Het Zimbabwaans honkbalteam hoort bij de Afrikaanse Honkbal & Softbal Associatie (AHSA).